# Longting
Longting léase Long-Tíng (en chino:龙亭区, pinyin:Lóngtíng  qū) es un distrito urbano bajo la administración directa de la ciudad-prefectura de Kaifeng. Se ubica al norte de la provincia de Henan, sur de la República Popular China. Su área es de 91 km² y su población total para 2010 fue de +100 mil habitantes.

## Administración
El distrito de Longting se divide en 9 pueblos que se administran en 6 subdistritos y 3 villas.